# Мокре (Дубенський район)
Мо́кре — село в Україні, у Мирогощанській сільській громаді Дубенського району Рівненської області. Населення становить 288 осіб станом на 2001 рік.Завдяки недолугій політиці держави , на даний час, населення значно менше.

## Географія
Село розташоване на лівому березі річки Козанки       та правому березі річки Бичок . Складається з п'яти вулиць( Село , Долина , Зарічка, Панєнська ,  Гавриловка , Трибухівка, Кат)та хутора. Оточене Болотом , Гулянщиною , Дубинами, Зачугункою, Загородами, Лища, Додатки

## Історія

### Литовська доба XlV-XVI століть
Перша згадка про село МОКРЕ датується 1512 роком , що входило до Кременецького повіту.  
Село згадується в архіві .Archiwum książąt Lubartowiczów Sanguszków w Sławucie. – T. III: 1432–1534 / Wydane przez Bronisława Gorczaka. – Lwów, 1890. – 601 s.  
http://resource.history.org.ua/item/0007626
1545 році згадується в Литовська метриці  Книга 561 : Ревізії українських замків, описі майна Кременецького замку.
Згодом село Мокре та Костянець переходять з Кременецького повіту до Дубенської волості
Польська доба
У 1569 році внаслідок Люблінської унії Мокре входить до складу Речі Посполитої
1583 році згадується в переліку сіл за поборовим реєстром Дубенської волості.
У складі російської імперії
За третім поділом Речі Посполитої 1975 року входить до складу російської імперії 
У 1795 році у складі Волинського намісництва, з 1796 по 1921 роки — у складі Волинської губернії, Дубенського повіту.
В 1873 року через село Мокре відкрито залізничне сполучення Здолбунів — Радивилів. Це дало змогу жителям працювати на залізниці: на переїздах, насаджувані лісопосатки, а також взимку місцеві жителі села залучалися для розчистки колії від снігу.
Станом на 1885 рік Мокре входить до Варковицька волості Дубенського повіту Волинської губернії Російської імперії з центром у місечку Варковичі.  Складається з 301 особ и, 39 дворів, православної церкви Параскеви яка побудована 1885 р.(це друга церква ,перша імовірно згнив дерев'яний дах), постоялого будинку, водяний млин(власник млина був німець, млин був спалений приблизно в1917 р).
У 1906 році село Варковицької волості Дубенського повіту Волинської губернії. Відстань від повітового міста 14 верст, від волості 5. Дворів 77, мешканців 490.
1911 року за кошти селян побудовано школу.
7 (20) листопада 1917 року, відповідно до Третього Універсалу Української Центральної Ради, увійшло до складу Української Народної Республіки.
У складі Польської республіки
18 березня 1921 року після підписання Ризького договору Мокре увійшло до складу Польської республіки 
З 19 лютого 1921 року по 27 листопада 1939 року Мокре увійшло до складу Варковицької гміни, Волинського воєводства другої Речі Посполитої
.
Німецька та радянська окупація , СРСР
17 жовтня 1939 Червона Армія напала на східну Польщу і Мокре увійшло до складу СРСР.
Літом 1941 року було захвачене німецькими військами .
17 квітня 1944 року Радянськими військами 1 Український Фронт в ході Проскурівсько-Черновецької операції, було звільнено від німців
Археологічні розкопки
На березі ріки Бичок поблизу села (урочище Коло Бичка) – могильник з трупопокладеннями, частина яких знаходилася у гробницях з кам’яних плит та кусків каменю, городоцько-здовбицької культури, досліджуваний М.І.Островським у 1938 році. Виявлено три поховання, біля яких знайдено глиняну посудину, крем’яні вироби та мідну сережку. Поблизу Мокого – сліди поселення черняхівської культури, виявлені М.О.Тіхановою у 1956 році. В околицях села у 1925 році було знищене давньоруське поховання (нібито курган), в якому знайдено давньоруський залізний шолом Х століття нашої ери, що до 1939 року зберігався у збірці гімназії міста Дубна. Ліворуч дороги Мокре – Молодове Третє – давній курган діаметром до 30 метрів з розораним насипом. Праворуч тієї ж дороги – другий подібний курган. В урочищі Бичок – давньоруське поселення IX – XIII століть, виявлене Ю.М.Захаруком у 1952 році.
У першій половині 1925 р. у селі Мокре (тоді територія Польщі, нині Дубенський район, Україна) випадково було виявлено могилу, яку знову відкрили під керівництвом професора Ст. Вільчинського в червні того ж року. У ньому знаходився людський скелет, шолом, 3 наконечники стріл, спис, ніж і ножиці. Дві стрілки були перехрещені у формі Х; спис знаходився під ногами померлого. Коли шолом непрофесійно вийняли з могили, сегменти розсипалися, а гніздо було втрачено. Після відкриття шолом зберігався в місцевому Дубенському музеї при Державній гімназії св. Конарського, а в 1932 році став частиною колекції Державного археологічного музею у Варшаві. інв. немає PMA/V/5680:1. Купол шолома постійно експонується в музеї, але деякі його елементи відпали і зберігаються окремо.

1983 року  в селі Мокре помер  останній лірник Рівненщини та Волині Іван Верховець.

### Незалежна Україна
З 1991 року в складі України
З 2016 року входить до складу Мирогощанської сільської громади.
12 червня 2020 року, відповідно до розпорядження Кабінету Міністрів України № 722-р від «Про визначення адміністративних центрів та затвердження територій територіальних громад Рівненської області», увійшло до складу Мирогощанської сільської громади.
19 липня 2020 року, в результаті адміністративно-територіальної реформи та ліквідації  Дубенського (1939—2020) району, село увійшло до складу новоутвореного Дубенського району.

## Відомі люди
- Пшеничний Степан Андрійович — референт пропаганди Крайової Екзекутиви ОУН ЗУЗ.
- Загинули в російсько-українській війні: